# Neuburger Schlossfest

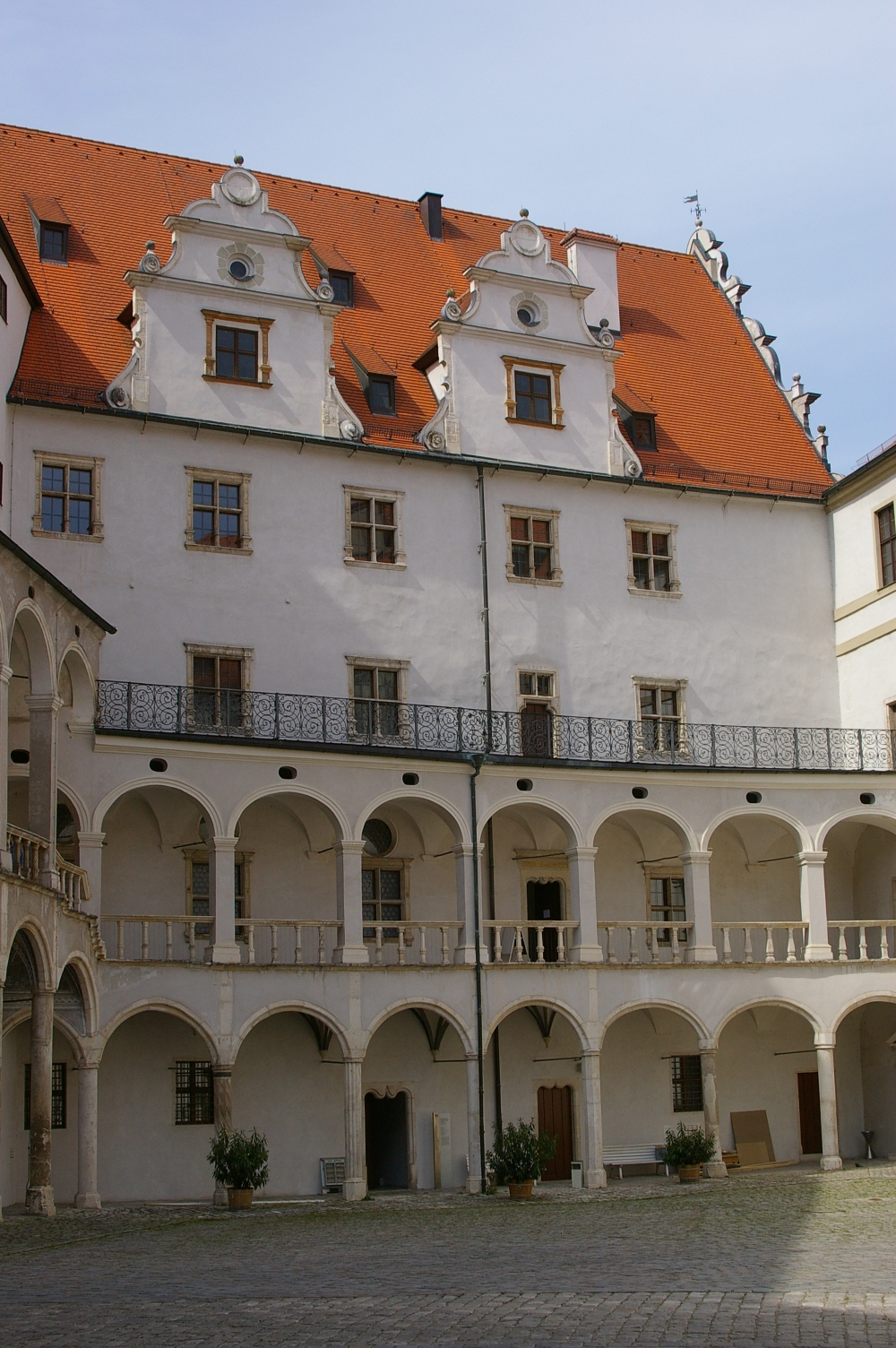
Schlosshof (2005)

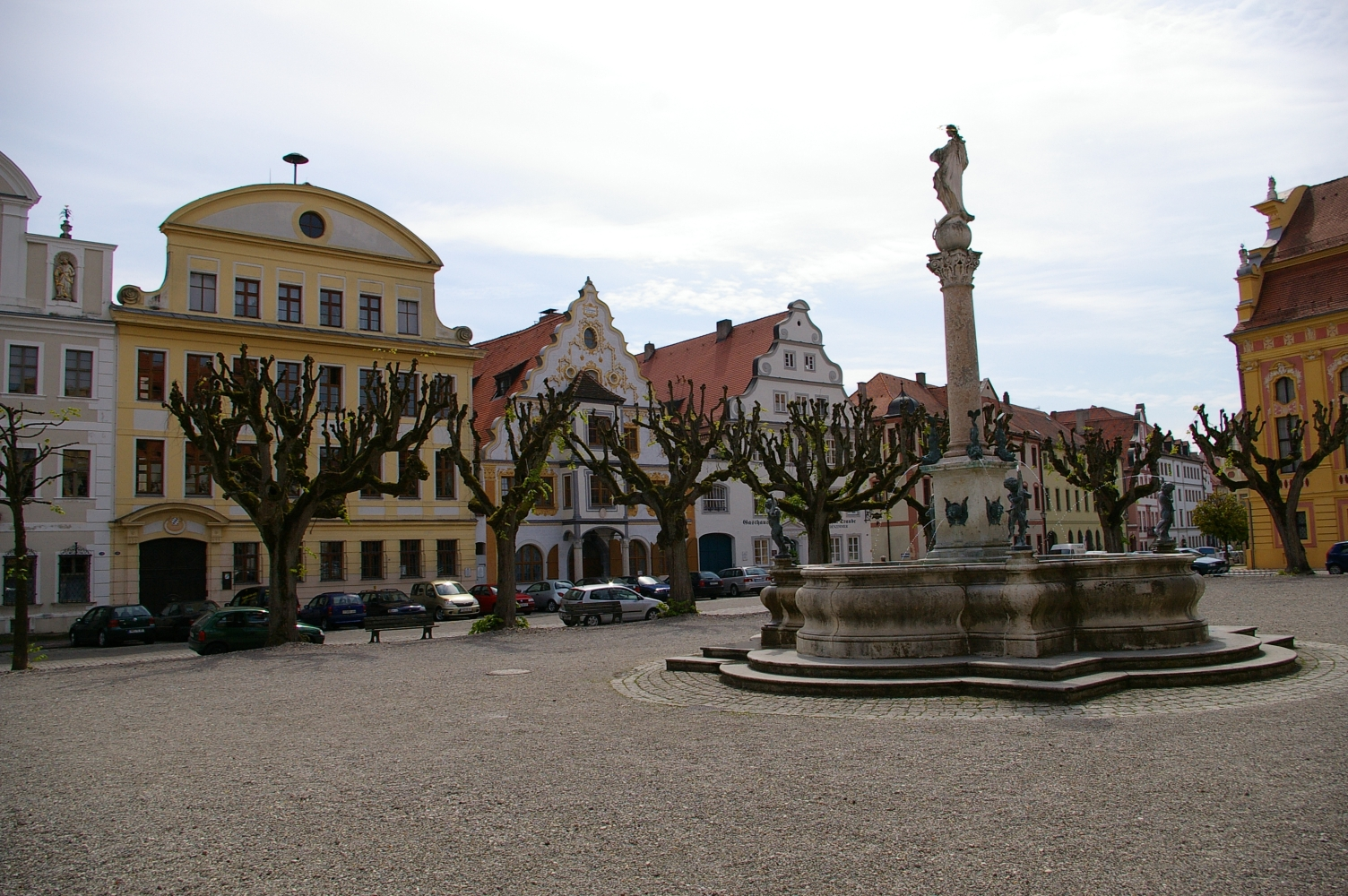
Karlsplatz (2005)

Das Neuburger Schloßfest ist ein historisches Fest, das alle zwei Jahre am letzten Juni- und am ersten Juliwochenende in der historischen Altstadt von Neuburg an der Donau stattfindet. Es wird im zweijährigen Turnus zur Erinnerung an die Zeit der Renaissance veranstaltet, als Neuburg Hauptstadt des Fürstentums Pfalz-Neuburg war.

## Das heutige Schlossfest
Das Neuburger Schlossfest fand zum ersten Mal im Jahr 1976 statt. Ins Leben gerufen wurde es von Fritz von Philipp, Fritz Seebauer, Norbert Hohenester, Matthias Schieber, Anton Sprenzel und dem damaligen Oberbürgermeister Neuburgs, Theo Lauber. Anfangs fand das Neuburger Schlossfest noch jährlich statt, seit 1983 findet es im zweijährigen Intervall statt. Zum Schlossfest 1985 wurden der Rahmfleck kreiert. Im Jahr 2019 fand somit die 25. Auflage des Schlossfests statt. 2021 fiel es aufgrund der COVID-19-Pandemie aus. Mittlerweile ist das Schlossfest das größte Renaissancefest im deutschsprachigen Raum mit ca. 55.000 Besuchern pro Wochenende.
Das Schlossfest beginnt mit der Ankunft der Festgäste (Schloßfestkomitee, Oberbürgermeister, Rat der Stadt Neuburg, Gäste) am Donaukai und dem anschließenden Einzug in die Obere Stadt. Während der gesamten Veranstaltung findet ein historischer Jahrmarkt mit ca. 150 Ständen statt, an denen zahlreiche historische Waren feilgeboten werden. Einige im Rahmen des Schlossfests stattfindende Veranstaltungen sind die Turnierspiele (Jagd- und Kampfspiele der kurfürstlichen Reiter), Tanz und Scherz bei Hofe (Darstellung des Lebens am Hofe Ottheinrichs), zahlreiche Konzerte verschiedener Musikgruppen, mehrere Fanfarenzüge, sowie ausländische Gäste wie zum Beispiel eine italienische Fahnenschwingergruppe. Höhepunkt des Schlossfests ist das am Samstag des zweiten Wochenendes stattfindende Feuertheater an der Donau, ein Musikfeuerwerk passend zur Musik des Neuburger Steckenreitertanzes. Am letzten Veranstaltungstag findet ein Festzug durch die Stadt, der sogenannte „Schlossfest-Umzug“ statt.

## Die Historie
Den historischen Hintergrund bilden zum einen die Regierungszeit des Pfalzgrafen und Kurfürsten Ottheinrich, während der Neuburg zur Hauptstadt des Fürstentums Pfalz-Neuburg wurde. Er präge mit seinen Bauvorhaben außerdem das Erscheinungsbild der Stadt Neuburg. Ottheinrich war bekannt für seinen prunkvollen Lebensstil. Er war ein außerordentlich belesener Fürst, der Ritterturniere liebte. Die Hochzeit von Ottheinrichs Großvater mütterlicherseits Georg (Bayern) mit Hedwig Jagiellonica (1457–1502) stellt zudem die historische Grundlage für ein weiteres bekanntes historisches Fest, die Landshuter Hochzeit dar. Zum anderen geht das Neuburger Schlossfest auf die Vermählung Philipp Ludwig (Pfalz-Neuburg) mit Prinzessin Anna von Jülich-Kleve-Berg am 27. September 1574 zurück. Die Hochzeit wurde fünf Tage lang in der Residenzstadt Neuburg gefeiert. Besonders prächtig war das Ringelstechen der vornehmen Gäste am zweiten Hochzeitsfeiertag und das Fußturnier am Tag darauf. Die Beschreibung dieser Festlichkeiten wurde vom Mitbegründer des Historischen Vereins Neuburg, Josef Benedikt Grassegger, 1824 wiederentdeckt und im gleichen Jahr anlässlich des 25-jährigen Regierungsjubiläums König Maximilian I. Joseph (Bayern) ein Ringelstechen samt Festzug abgehalten. Dieses Turnier war wiederum Vorbild für die seit 1977 anlässlich der Neuburger Schloßfeste abgehaltenen Turnierspiele, die im Hof des von Pfalzgraf Philipp Ludwig 1594 erbauten Marstalls stattfinden.

## Belege